# Front-de-Seine

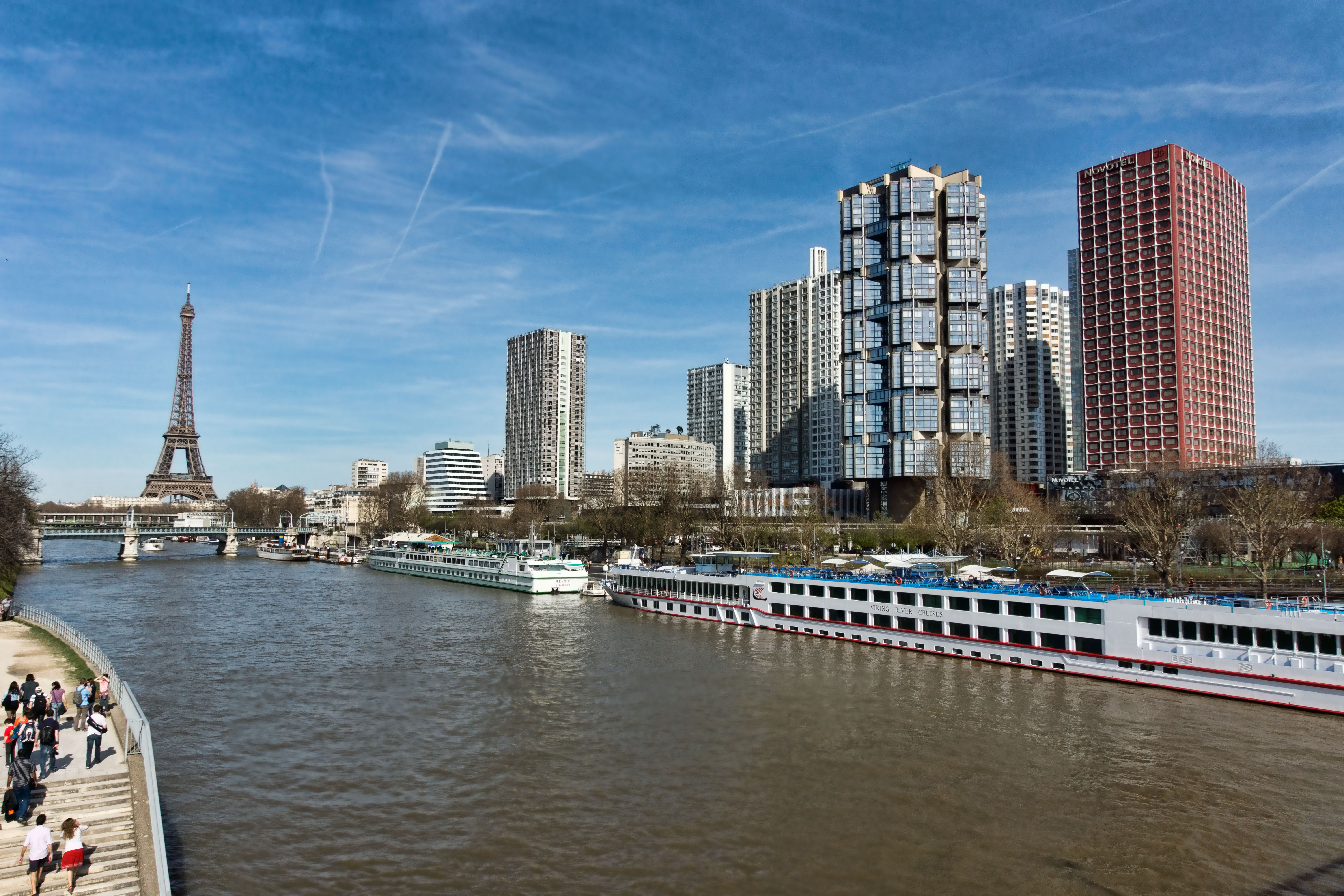
Front-de-Seine visto desde la Île aux Cygnes.

El barrio Front-de-Seine por la noche.

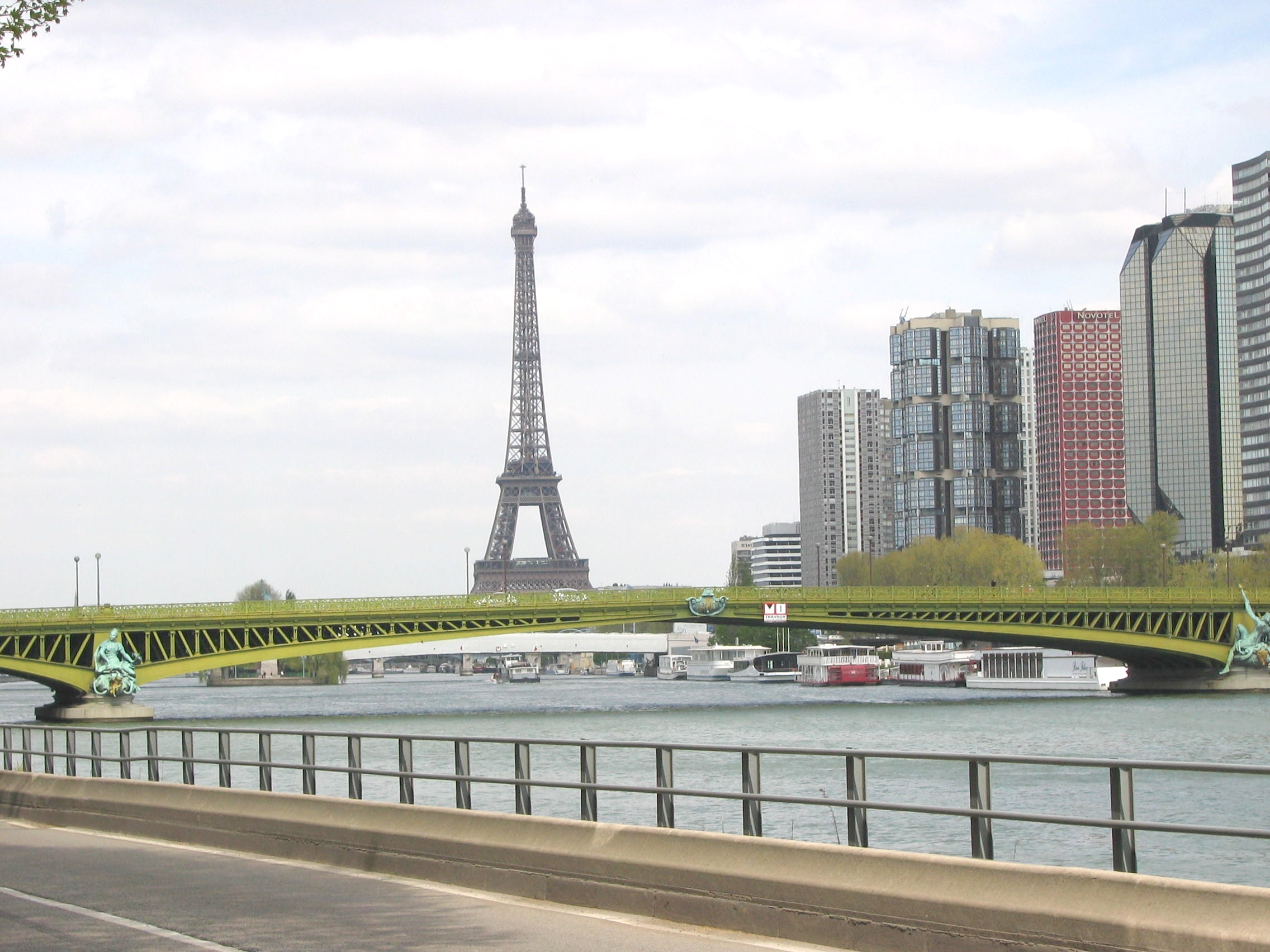
El Pont Mirabeau delante de Front-de-Seine, con la Torre Eiffel en el fondo.

Front-de-Seine visto desde el Pont Mirabeau

Front-de-Seine (también conocido como Beaugrenelle) es un barrio de París, Francia, situado junto al río Sena en el distrito XV, al sur de la Torre Eiffel. Es, junto con el distrito XIII, una de las pocas zonas de la ciudad de París que contiene rascacielos, dado que la mayoría se han construido fuera del municipio (especialmente en La Défense).

## Descripción
La zona Front-de-Seine es el resultado de un proyecto de planeamiento urbanístico de la década de 1970. Contiene unas veinte torres de unos 100 metros de altura, construidas alrededor de una explanada elevada. Esa explanada está pavimentada con frescos que solo se pueden ver desde las plantas altas de las torres. Al contrario que Italie 13, el diseño de las torres es mucho más variado. Por ejemplo, el Hôtel Novotel Paris-Tour Eiffel (antiguamente Hôtel Nikkō), tiene una fachada roja, mientras que la Tour Totem consiste en una pila de varios bloques acristalados.
Además, mientras que las torres del distrito XIII son principalmente residenciales, y las de La Défense principalmente de oficinas, las torres del Front de Seine son de uso mixto: oficinas y residenciales.

## Rascacielas

Front de Seine, 2021

Estas son las torres más altas de la zona, que llegan hasta los 98 m:
- Tour Avant-Seine (1975): 98 m, 32 plantas.
- Tour Mars (1974): 98 m, 32 plantas.
- Tour Paris Côté Seine (1977): 98 m, 32 plantas.
- Tour Seine (1970): 98 m, 32 plantas
- Tour Espace 2000 (1976): 98 m, 31 plantas.
- Tour Évasion 2000 (1971): 98 m, 31 plantas.
- Hôtel Novotel Paris-Tour Eiffel (1976): 98 m, 31 plantas.
- Tour Totem (1979): 98 m, 31 plantas.
- Tour Beaugrenelle (1979): 98 m, 30 plantas.
- Tour Panorama (1974): 98 m, 30 plantas.
- Tour Perspective 1 (1973): 98 m, 30 plantas.
- Tour Perspective 2 (1975): 98 m, 30 plantas.
- Tour Reflets (1976): 98 m, 30 plantas.
- Tour Rive Gauche (1975): 98 m, 30 plantas.
- Tour Keller (1970): 98 m, 29 plantas.
- Tour Cristal (1990): 98 m, 27 plantas.
- 79 quai André Citroën: 24 plantas.
- Tour Mirabeau (1972): 18 plantas.
- Immeuble le Village (1973): 17 plantas.
- Bureaux Hachette Livre (1969): 12 plantas.
- Tour Mercure (1973): 12 plantas.

### Otras estructuras
Cheminée du Front-de-Seine (1971): 130 m